# Jernbanevej (Silkeborg)
Jernbanevej er en vej Silkeborg, der går fra Frederiksberggade til Vesterbrogade, langs den sydlige side af Silkeborg Station. Vejen er 1042 meter lang og er præget af midtbyvillaer og lavt etagebyggeri, med enkelte mindre forretninger. 

## Gadens historie
Jernbanevej er en af de ældste gader i Lyngbykvarteret. Lyngbykvarteret opstod omkring 1890, da man åbnede en jernbaneoverskæring ved det Koopmanske Svineslagteri. I mange år var forholdene elendige i kvarteret, hvor flertallet af beboerne var arbejdere og småkårsfolk: vejenes brolægning var mangelfuld eller ikke-eksisterende, gadelygter var der ingen af, polititilsyn glimrede ved sit fravær – undtagen når der skulle pantes for skat eller lignende – og postgangen var meget uregelmæssig. Med tiden løstes problemerne dog, efterhånden som bydelen voksede sammen med resten af Silkeborg. Det Koopmanske Svineslagteri lukkede i 2002. Boligkomplekset Koopmans Gaard er i stedet opført på den gamle slagterigrund. 
Jernbanen kom til Silkeborg i 1871, efter at Michael Drewsen og andre havde iværksat anlæggelsen af en jernbane mellem Skanderborg og Silkeborg. Jernbanenettet på Silkeborgegnen var tidligere langt mere udbygget, men mange ruter er blevet nedlagt og erstattet af busdrifter eller privatbilisme. Der findes dog stadig en veteranbane på strækningen Bryrup-Vrads på et udsnit af den gamle Horsens-Bryrup-Silkeborg Jernbane.